# Benedykt Wallenstein
Benedykt Wallenstein, Benedikt z Valdštejna – rzymskokatolicki duchowny, biskup kamieński.
Zanim został biskupem, piastował urząd prepozyta kapituły w Litomierzycach. Był również prepozytem w Ołomuńcu.